# Tomasz Tomczykiewicz

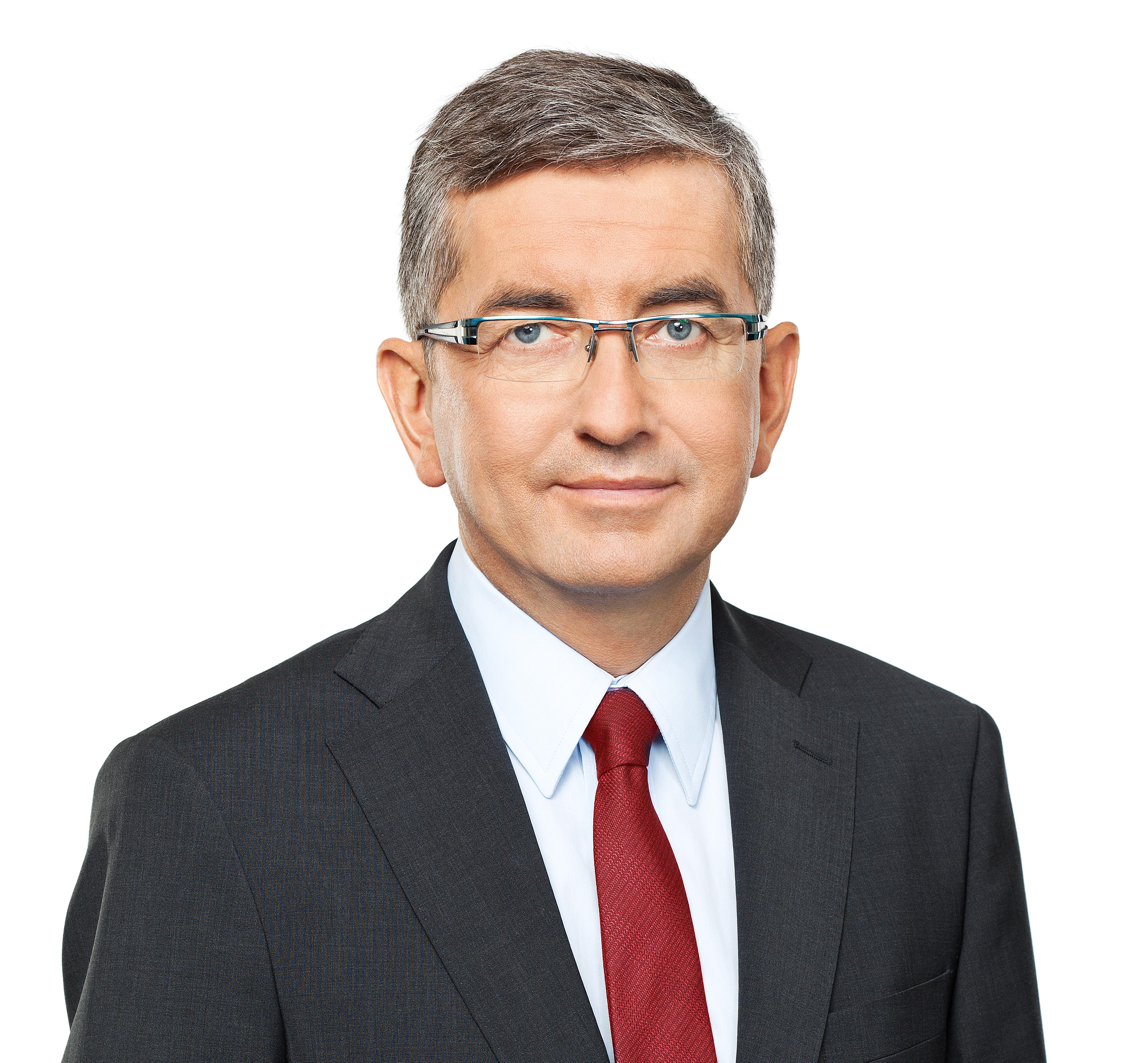
Tomasz Tomczykiewicz

Tomasz Kazimierz Tomczykiewicz (* 2. März 1961 in Pszczyna; † 28. November 2015 in Katowice) war ein polnischer Politiker (UPR, SPR, SKL, AWS, PO). Von 2001 bis zu seinem Tod gehörte er dem Sejm in der IV., V., VI., VII. und VIII. Wahlperiode an.

## Leben und Beruf
Tomczykiewicz studierte an der Technischen Tadeusz-Kościuszko-Hochschule Krakau, welche er als Bauingenieur im Bereich Wasserbau verließ. 1993 schloss er ein Aufbaustudium an der Szkoła Główna Handlowa w Warszawie (SGH) ab. Ab 1990 war er als selbständiger Unternehmer tätig. 
Tomasz Tomczykiewicz starb im Alter von 54 Jahren an einem Nierenleiden. Er war verheiratet und Vater von zwei Kindern. Sein Sohn Maciej gehört seit 2024 dem Sejm an.

## Politik
1990 wurde Tomczykiewicz, der sich zunächst in der Unia Polityki Realnej, dann in deren Abspaltung Stronnictwo Polityki Realnej und später in der Stronnictwo Konserwatywno-Ludowe (SKL) engagierte, in den Rat seiner Heimatstadt gewählt und Mitglied des Vorstandes, was er bis 1998 blieb. Als Kandidat für das Wahlbündnis Akcja Wyborcza Solidarność, an dem sich die SKL beteiligt hatte, bewarb sich Tomasz Tomczykiewicz 1997 um ein Mandat für den Sejm, 5300 Stimmen reichten aber nicht für den Einzug. Im Jahr darauf wurde er bei den Selbstverwaltungswahlen in den Sejmik der Woiwodschaft Schlesien gewählt. Im November 1998 wurde er zugleich Bürgermeister seiner Heimatstadt. Bei den Parlamentswahlen 2001 konnte Tomczykiewicz, als Kandidat der Platforma Obywatelska (PO), der er im selben Jahr beigetreten war, erstmals in den Sejm einziehen. Auch bei den Wahlen 2005 und den vorgezogenen Wahlen 2007 war seine Kandidatur erfolgreich. Er arbeitete im Sejm in der Kommission für Territoriale Selbstverwaltung und der Wirtschaftskommission mit. Weiterhin war er seit Januar 2008 Mitglied der Untersuchungskommission zum Tod der Abgeordneten Barbara Blida.
Am 22. Juli 2010 wurde er zum Fraktionsvorsitzenden der Bürgerplattform gewählt und führte diese Funktion bis zum Ende der sechsten Legislaturperiode des Sejms aus. In den Parlamentswahlen von 2011 erlangte er als Kandidat im Wahlbezirk Katowice erneut einen Abgeordnetensitz. Im Dezember desselben Jahres wurde er zum Staatssekretär im Wirtschaftsministerium unter Regierungschef Donald Tusk ernannt. Im Juni 2015 trat er von diesem Amt zurück. 2015 zog er nochmals in den Sejm ein.